# Carl Eulenstein

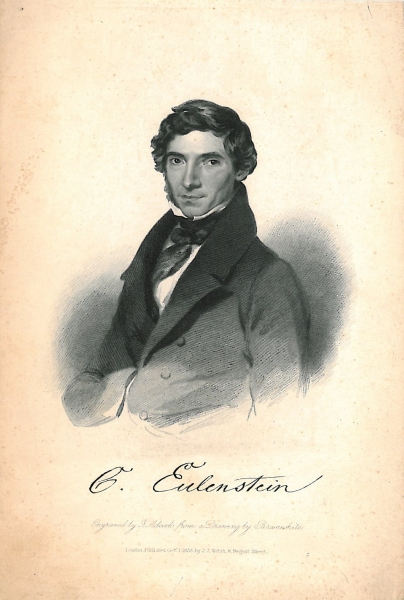
Carl Eulenstein (1833)

Carl Eulenstein, auch Charles Eulenstein (* 27. Dezember 1802 in Heilbronn; † 15. Januar 1890 in Cilli, Österreich-Ungarn, heute Slowenien), war um 1830 ein international bekannter Maultrommel-Virtuose, der außerdem mehrere Grammatik-Lehrbücher der deutschen und englischen Sprache verfasst hat.

## Biografie
Eulenstein wurde als Sohn des Seifensieders Georg Heinrich Eulenstein (1776–1807) und der Johanna Christiane geb. Winzelburger (1779–1844) in Heilbronn geboren und nach dem frühen Tod des Vaters bei einem Färbermeister in Kost gegeben. Er interessierte sich früh für Musik, erlernte das Geigenspiel und wollte Musiker werden, wurde aber von seinem Vormund zu einer Lehre in einem Heilbronner Handelshaus gedrängt. Dort traf er um 1820 Justinus Kerner, der selbst Maultrommel spielte, Eulenstein in Kontakt mit dem Instrument brachte und ihn später durch Empfehlungsschreiben in seiner Laufbahn förderte. Kerner widmete Eulenstein das Gedicht Auf Eulensteins Spiel auf der Maultrommel in der Nacht und verschaffte ihm eine Konzertkarte für ein Maultrommel-Konzert von Franz Koch, der als Meister des Instruments galt. Eulenstein übte unterdessen in seiner Freizeit selbst das Maultrommelspiel, modifizierte seine Instrumente und komponierte bald eigene Melodien.
1821 ging er nach Lüneburg, wo er eine Konditorlehre absolvierte. Während der Lehrzeit spielte er häufig in der Wirtschaft des Lehrherrn und konnte hier auch sein erstes Konzert geben, nach dessen positiver Resonanz er seine Heimreise nach Heilbronn im Sommer 1824 als Konzertreise bestreiten wollte. Diese erste Konzertreise scheiterte jedoch völlig, auch weitere Tourneepläne in der Heimat konnte er nicht verwirklichen. Er konnte zwar dem Fürsten von Hohenlohe, der badischen Markgräfin und der schwedischen Königin vorspielen, fand mit seiner Musik aber zunächst kein wirtschaftliches Auskommen, so dass er plante, fortan wieder als Konditor zu arbeiten, wofür er im Spätherbst 1824 nach Stuttgart ging.
Da Eulenstein in Stuttgart wider Erwarten keine Anstellung fand, verdingte er sich erneut als Musiker. Mit Empfehlungsbriefen von Justinus Kerner spielte er vor Gustav Schwab, Ludwig Uhland, Wilhelm Hauff und anderen Persönlichkeiten, die ihn ihrerseits weiter empfahlen, so dass er rasch mit zahlreichen Auftritten vor Privatgesellschaften ein gutes Einkommen und auch erstmals Pressebekanntheit erreichte. Christian Ludwig Neuffer widmete ihm das Gedicht An Eulenstein, Tonkünstler auf der Maultrommel.
Über Tübingen, wo er bei einem Konzert von Friedrich Silcher auf der Gitarre begleitet wurde, und Zürich kam er nach Lausanne, wo er das Gitarrenspiel und die französische Sprache erlernte. Ende 1825 kam Eulenstein nach Paris, wo er die Bekanntschaft mit dem Komponisten und Harfenisten Franz Stockhausen machte und die Aufmerksamkeit von Gioacchino Rossini und Ferdinando Paër erregte, wodurch er Zugang zum französischen Königshof erlangte. Nicht alle Auftritte wurden mit Geld honoriert, so dass der Musiker häufig von existenziellen Nöten bedroht war. 1826 reiste Eulenstein nach England und gab ein Konzert vor dem britischen König Georg IV., das große Anerkennung fand.
Nach einem kurzen Aufenthalt in der Vaterstadt Heilbronn kehrte Eulenstein 1827 nach London zurück, wo er nach anfänglichen Schwierigkeiten und einer erneuten wirtschaftlich schweren Zeit auch als Gitarrist Aufmerksamkeit fand. Als Gitarrensolist trat er erstmals 1828 mit Stockhausen und dessen Frau während einer Kur im Badeort Cheltenham auf. Später zog er nach Bath, wo er sich in der Zeit zwischen Konzertreisen als Deutsch- und Gitarrenlehrer verdingte. Hier verfasste er auch ein deutsches Übungsbuch sowie ein Grammatikbuch. Um 1830 galt er als der beste Maultrommelspieler seiner Zeit. Er spielte bis zu 16 verschiedene Maultrommeln, die er ohne merkliche Unterbrechung des Spiels wechseln konnte, sodass er einen Tonumfang von vier Oktaven erreichte. Die Literary Gazette schrieb 1833: „Es ist unwahrscheinlich, einen Nachfolger zu finden, welcher einen Vortrag in dieser Weise bieten wird.“
Das Spiel auf der Maultrommel zog jedoch seine Zähne dermaßen in Mitleidenschaft, dass ihm nach vielen früheren Zahnproblemen im Jahr 1833 nach einer Konzertreise sein letzter unversehrter Oberzahn abbrach. Hierdurch wurde ihm das Maultrommelspiel vollends unmöglich, und er trat nur noch als Gitarrist auf und arbeitete als Musiklehrer. Am 27. August 1834 heiratete er in Lüneburg Katharina Henriette Sophie Rose (* 10. Februar 1806 in Lüneburg; † 11. Mai 1879 in Günzburg), mit der er noch einige Jahre in Bath lebte, wenngleich seine Einkünfte dort zeitweise aufgrund der Konkurrenz anderer Lehrer und der fehlenden Möglichkeit für Maultrommel-Konzerte nur spärlich waren. In Bath wurden dem Paar drei Kinder geboren:
1.) Theodor Ernst (* Juli 1839 in Bath, Somerset, England † 30. März 1875 in Berlin, Brandenburg, Deutschland) Dr. Phil., Privatgelehrter, Naturforscher, Deutschlehrer und Kalvierleher. Er heiratete am 16. November 1861 in der Evangelische Hof- (Schloß-) Kirche Stuttgart, die Hofschauspielern Antonia Viktoria Zechmeister Raider (* 23. März 1824 in Troppau, Baden-Württemberg, Deutschland; † 18. Dezember 1909 in Berlin, Brandenburg, Deutschland) (Künstlernamen Wilhelmi).
2.) Eduard Carl (* 1. Oktober 1841 in Bath, Somerset, England † Februar 1905 in Sigmaringen, Baden-Württemberg, Deutschland) Baurat bei Königlich Württembergische Staats-Eisenbahn, Architekt. Er heiratete Olga Pischek (* 30. März 1850 † 14. April 1932), die Tochter des Opernsängers Johann Baptist Burghard Pischek (* 14. Oktober 1814 † 16. Februar 1873) Diese heirate in 2. Ehe Karl Theodor Zingeler, Direktor des Fürstlich Hohenzollerischen Haus- und Domänenarchivs.
3.) Franziska Henriette (* 12. März 1843 in Bath, Somerset, England; † 1. August 1908) heiratete am 4. Oktober 1875 den k.k. Hauptmann Antonius Heinz Edler von Roodenfels (* 4. Dezember 1821 † 25. Mai 1889 in Günzburg, Bayern, Deutschland)
Im Jahr 1847 zog die Familie nach Heilbronn, wo sich Eulenstein 1850 an der unteren Allee ein Wohnhaus erbauen ließ. Hier schrieb er zwei weitere Bücher über die deutsche und englische Umgangssprache. Seine musikalische Karriere setzte er jedoch nicht mehr fort. 1858 zog die Familie nach Stuttgart, später waren die Eheleute in Günzburg ansässig, und nach dem Tod der Ehefrau lebte Eulenstein zuletzt bei seiner Tochter im damals österreichischen Celje, wo er 1890 starb und begraben wurde. Später ließ seine Tochter den Sarg nach Günzburg, Bayern, Deutschland überführen.

## Werke
- Charles Eulenstein: An Easy Introduction to the German Language. C. & H. Senior, London 1839 (Digitalisat in der Google-Buchsuche).
- Charles Eulenstein: Progressive Exercises for Speaking German; A Supplement to all German Grammars. D. Nutt, London 1844 (Digitalisat in der Google-Buchsuche).
- Karl Eulenstein: Taschenbuch der englischen und deutschen Umgangssprache. Lotta, Stuttgart 1849.